# Kanad
Kanad là một thị xã và là một nagar panchayat của quận Shajapur thuộc bang Madhya Pradesh, Ấn Độ.

## Nhân khẩu
Theo điều tra dân số năm 2001 của Ấn Độ, Kanad có dân số 8650 người. Phái nam chiếm 52% tổng số dân và phái nữ chiếm 48%. Kanad có tỷ lệ 61% biết đọc biết viết, cao hơn tỷ lệ trung bình toàn quốc là 59,5%: tỷ lệ cho phái nam là 73%, và tỷ lệ cho phái nữ là 48%. Tại Kanad, 17% dân số nhỏ hơn 6 tuổi.